# Puente Enrique de la Mata Gorostizaga
El puente Enrique de la Mata Gorostizaga o paso elevado de Enrique de la Mata Gorostizaga (denominado popularmente como puente de Juan Bravo o puente de Eduardo Dato —ya que conecta estas dos vías—) es un viaducto que salva el desnivel por el que pasa perpendicular el Paseo de la Castellana en Madrid. El viaducto salva dos agrupaciones montañosas que demarcan los distritos de Salamanca y Chamberí. La denominación popular del viaducto corresponde al político Juan Bravo comunero de Castilla, mientras que el administrativo se adjudica al político (ministro de Relaciones Sindicales en la Transición) y abogado y registrador de la propiedad Enrique de la Mata, presidente de la Cruz Roja Española y de la Cruz Roja Internacional. Exhibe desde el siglo XX un museo de escultura abstracta al aire libre que ejecutaron los ingenieros con la colaboración del escultor Eusebio Sempere. El museo quedó terminado en 1978 con la instalación de La sirena varada (Encuentros III), de Eduardo Chillida.

## Historia

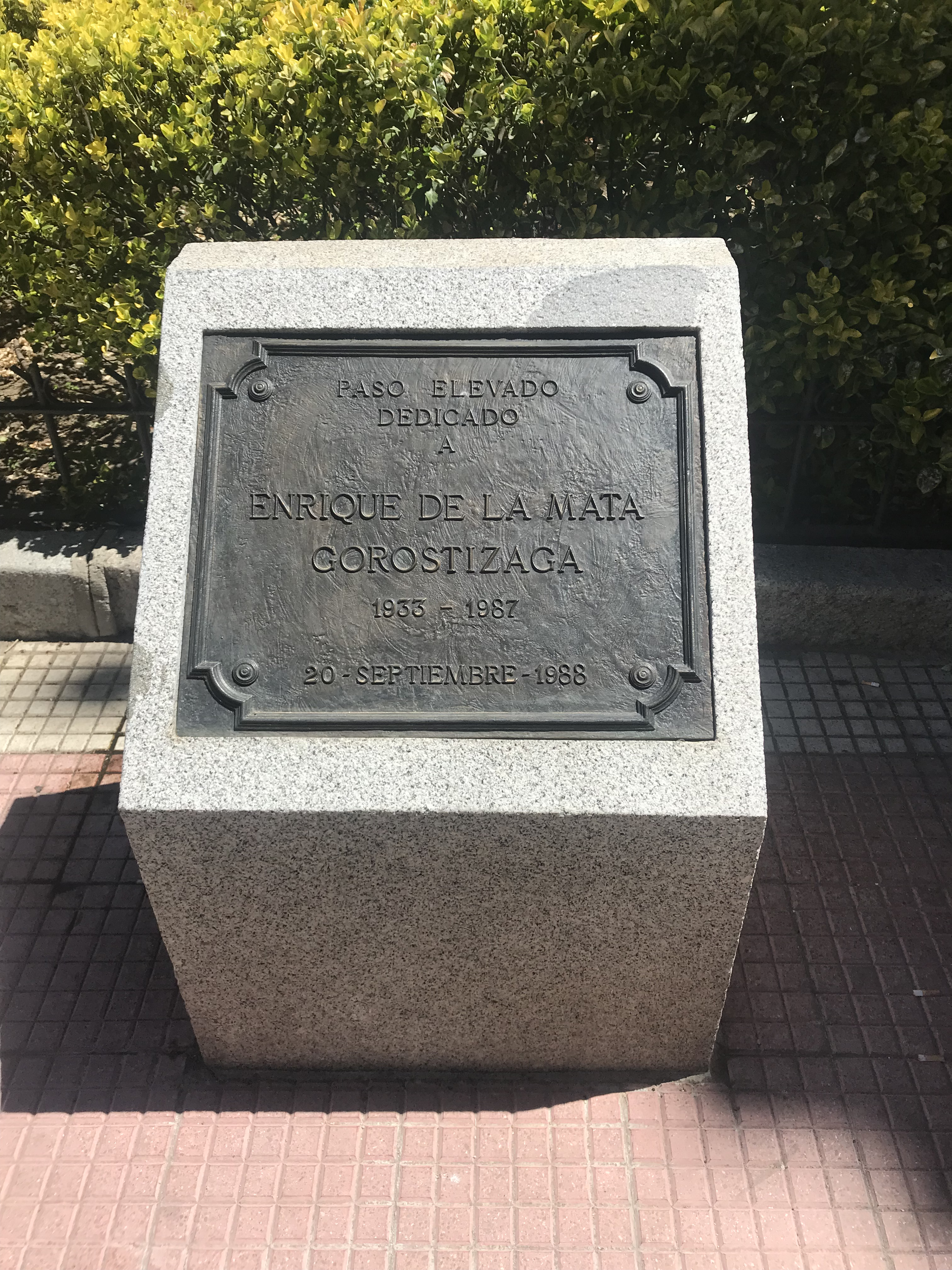
Placa en la glorieta de Rubén Darío.

La expansión urbanística que experimenta la ciudad en los años cincuenta hace que el paseo de Eduardo Dato (antes paseo del Cisne) se tenga que enlazar con la calle de Juan Bravo en el barrio de Salamanca. El proyecto de construcción de un viaducto se presenta a Carlos Arias Navarro que poseía el cargo de alcalde de Madrid. El denominado desde entonces como viaducto de la Castellana presentaba retos técnicos, uno era la existencia del paso de la línea del metro sobre el paseo de la Castellana: estación de Rubén Darío, esta estación no permitía el apoyo de ningún tipo de pilar sobre su bóveda. El proyecto adjudicado a los ingenieros de Caminos José Antonio Fernández Ordóñez, Julio Martínez Calzón y Alberto Corral plantea la presencia de una viga que repartiera los esfuerzos puntuales y los alejara de la bóveda del metro.

## Cultura popular
En el año 1995 la película Historias del Kronen dirigida por Montxo Armendáriz basada en la novela homónima del escritor José Ángel Mañas tiene como escena dramática la que protagonizan Eduardo Noriega y Aitor Merino al suspenderse de sus barandillas.